# ジェイ・ウォールフェル
ジェイ・ウォールフェル（Jay Woelfel, 1962年7月24日 - ）は、アメリカ合衆国の映画監督、脚本家。

## 作品
- レイク・オブ・ザ・デッド
- デス・クローン
- THE THING 未確認生命体U.M.A.
- アイアンサンダー